# توماز مورايس
توماز مورايس (بالبرتغالية: Tomaz Morais‏) هو لاعب اتحاد الرغبي برتغالي، ولد في 6 أبريل 1970 في لوبيتو في أنغولا.

## روابط خارجية
- توماز مورايس عل موقع إسبنسكروم (الإنجليزية)